# Musztra

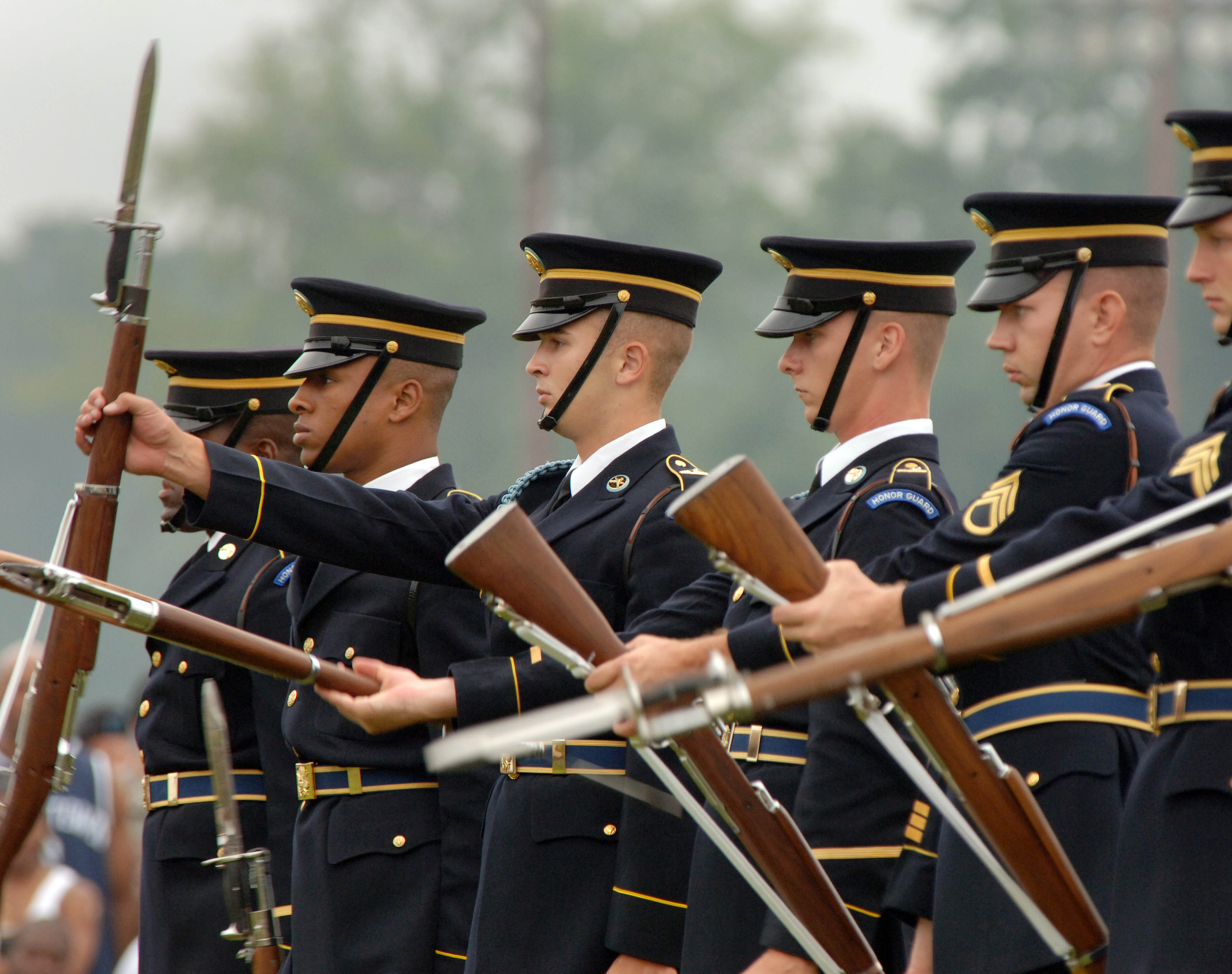
Chwyty bronią na pokazie musztry amerykańskiego 3. regimentu piechoty

Musztra – trening żołnierski, którego celem jest wyszkolenie żołnierzy w sprawnym wykonywaniu rozkazów. Trening ten obejmuje tak szkolenie pojedynczych żołnierzy, jak i całych pododdziałów (tak pieszych, jak konnych lub zmotoryzowanych). W najbardziej podstawowej swej części obejmuje sprawne zajmowanie miejsca w szyku podczas zbiórek (m.in. w szeregu, dwuszeregu, kolumnie marszowej), marsz krokiem równym i defiladowym, zwroty w miejscu i w marszu, oddawanie honorów, chwyty bronią itp.
Musztra zespołowa w zasadzie ma na celu takie wyszkolenie poszczególnych żołnierzy, by wszystkie czynności zespołu (pododdziału, oddziału) wykonywane były na rozkaz jednocześnie, w powtarzalny sposób, "na tempa" (czyli w kilku – zazwyczaj od dwóch do czterech – fazach). W szczególnych jednak przypadkach (np. podczas publicznych pokazów musztry) niektóre z tych czynności wykonywane są przez poszczególnych żołnierzy nierównocześnie, tylko w określonym porządku (na zdjęciu obok u stojących w jednym szeregu żołnierzy widoczne są poszczególne fazy chwytów broni, które wykonują oni kolejno jeden po drugim).
Nieodłącznym elementem musztry są jej pokazy podczas różnego rodzaju ceremonii wojskowych, w tym publicznych pokazów, np. podczas zmiany wart, przysiąg wojskowych, promocji oficerskich itp.
Na zasadach musztry wojskowej oparte są reguły musztry w harcerstwie, choć w drobnych szczegółach (znaczenie niektórych komend i gestów, sposoby wykonywania niektórych rozkazów) występują różnice.
W Wojsku Polskim zasady musztry indywidualnej i zespołowej opisane są w Regulaminie Ogólnym Żołnierza Wojska Polskiego. Obowiązujący wcześniej szczegółowy Regulamin Musztry Sił Zbrojnych Rzeczypospolitej Polskiej (ostatnie wydanie z 15 sierpnia 1994 r.) formalnie stracił już ważność ze względu na uchylenie przepisów będących podstawą prawną jego wydania, ale wiele z opisanych w nim reguł nadal pozostaje bez zmian.
Słowo „musztra” jest zapożyczeniem z niem. Muster, z wł. mostra („pokaz”), z łac. monstrare („wskazywać").